# 土佐稲荷神社

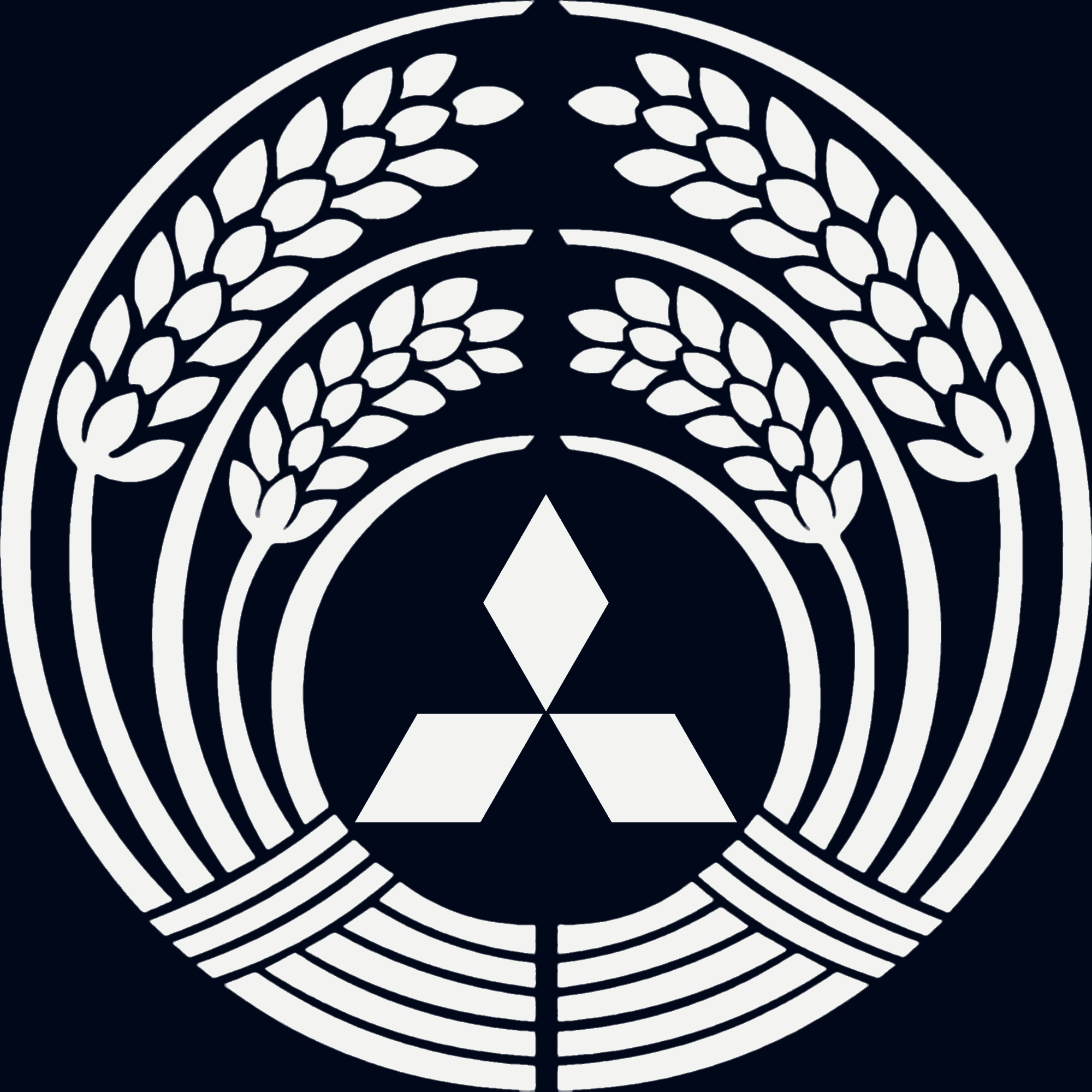
大阪府大阪市・土佐稲荷神社の神紋（社紋）「抱き稲に寄せ三つ菱（大阪府大阪市・土佐稲荷神社）」

土佐稲荷神社（とさいなりじんじゃ）は、大阪市西区にある神社。旧社格は郷社。三菱グループの守護神である。

## 歴史

### 創建の由来
創建の由緒は不詳であるが、長堀川畔の土佐藩（現在の高知県）蔵屋敷に古くから鎮座していた。天正年間（1573年 - 1593年）の創建とも、明和7年（1770年）に伏見稲荷を勧請したものとも伝わる。享保2年（1717年）、土佐藩主の山内豊隆が社殿を造営して蔵屋敷の鎮守社とし、一般の参拝を許した。以来、山内氏は参勤交代で大坂を通る際には必ず当社に参拝し、社殿の修繕は藩費で行われた。

### 堺事件との関わり
慶応4年（1868年）の鳥羽・伏見の戦いの後、大坂町奉行に代わり堺を警備していた土佐藩兵と測量後上陸していたフランス帝国兵との間に起こったフランス兵の殺傷事件（フランス兵11名死亡）である堺事件の折、明治政府がフランス公使ロッシュの要求を容れて20名が切腹することになり、29名の者が、当社で籤を引いて決め、翌日堺の妙国寺へ護送された。フランス兵の死亡人数と同じ11名が切腹したところで、フランス側から死刑執行中止の要請があり、 9名は助命された。

### 岩崎弥太郎への譲り渡しと造替
明治時代初年、土佐藩蔵屋敷とともに当社は土佐藩出身の岩崎弥太郎に譲り渡された。岩崎弥太郎は当地で三菱の祖業である海運事業（後の日本郵船）を営み、三菱財閥の発祥の地となった。三菱財閥初代総帥の岩崎弥太郎によって社殿の造替が行われ、後に郷社に列格した。以来、三菱グループの守護神となっている。

### 戦争の被害と再建
太平洋戦争中の1945年3月13日・3月14日に行われた第1回大阪大空襲で社殿が焼失する。灯籠などが焼けこげているのはその名残である。その後、1993年春、三菱グループによる寄進により、再建を果たした。

## 祭神
- 主祭神 - 宇賀御魂大神（宇迦之御魂神、倉稲魂命、保食神）[1]
- 相殿神 - 素盞嗚大神、大市姫大神、田中大神（大歳神、大己貴神）[1]

## 境内
- 本殿 - 1993年（平成5年）春再建。
- 拝殿 - 1993年（平成5年）春再建。
- 奥の院
- 源八社
- 大黒社
- 社務所

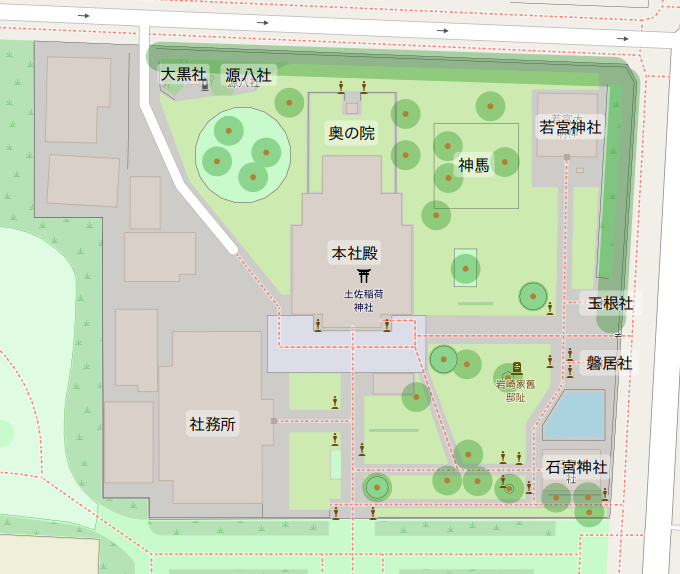
土佐稲荷神社（境内図）

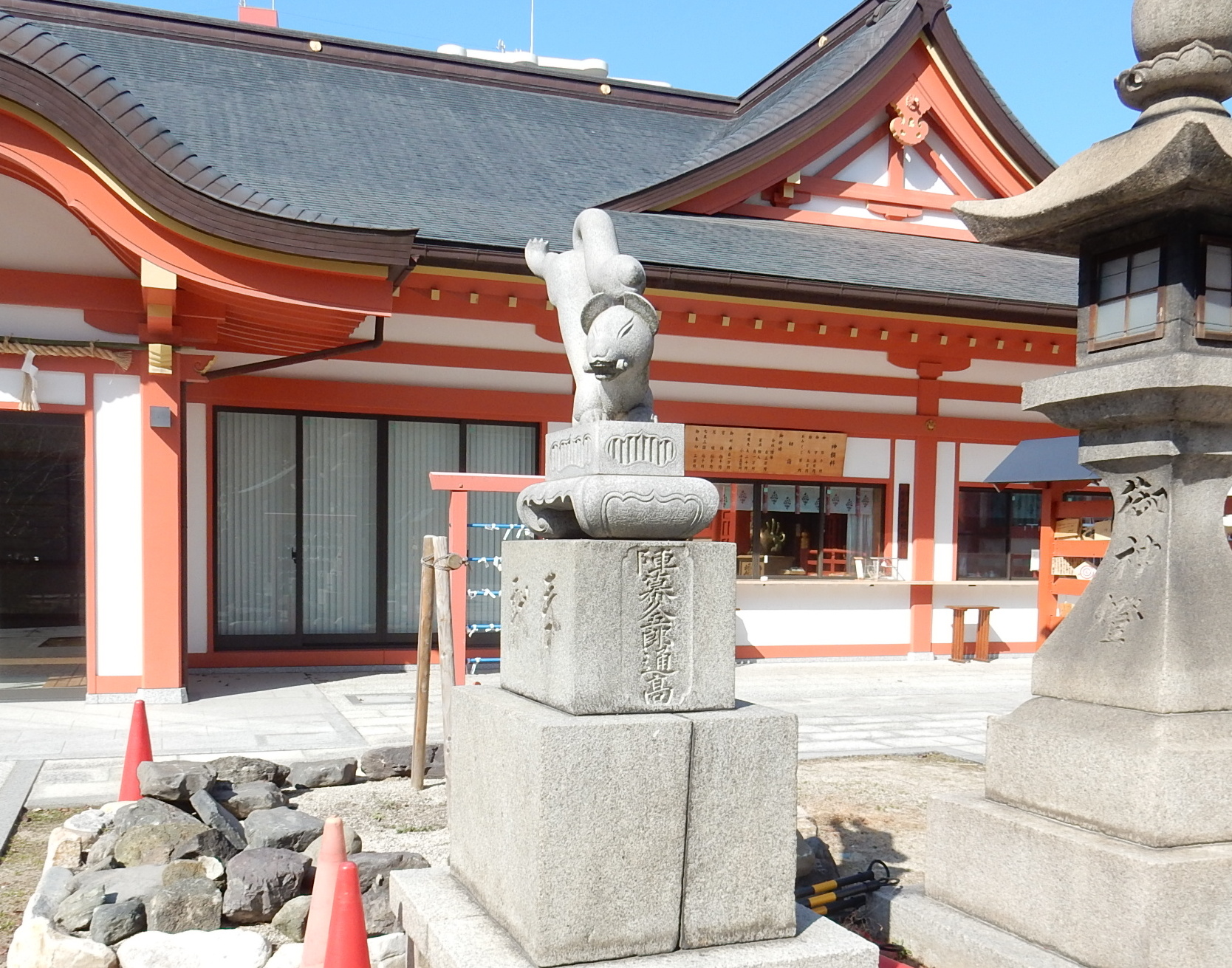
狛狐（飛狐）

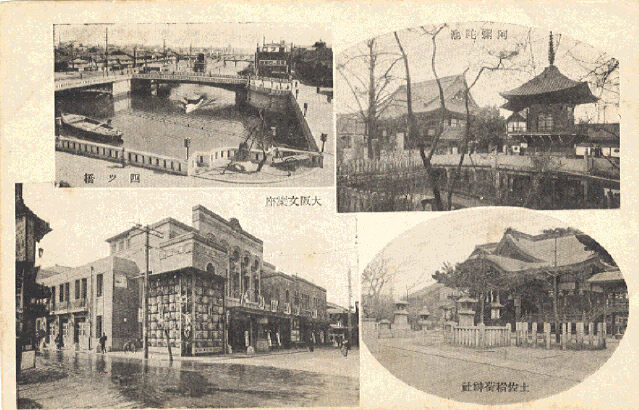
大阪文楽座（『絵ハガキ帖』）

- 若宮神社 - 芸事上達を祈り、堀江芸妓が参拝した[4]。
- 玉根社
- 磐居社
- 石宮神社 - 船舶関係者に信仰が篤い海上安全の守護神を祭る[4]。

神社の東側に岩崎弥太郎の邸宅跡を示す碑がある。神紋には三菱グループを表す「スリーダイヤ」が入っており、三菱グループを構成する多くの企業が神社を囲む玉垣を寄進している。第12代横綱陣幕久五郎が寄進した狛狐が現存する。

### 土佐稲荷神社と桜
土佐稲荷神社は桜の名所である。境内は江戸時代より桜の名所としても有名で、暁鐘成著（松川半山・浦川公佐画）『摂津名所図会大成』によると、「近来社頭に桜を多く植つらねてより 花のころは一しほに 参詣群れをなせり」とある。境内には宝井其角の「明星や桜定めぬ山かつら」の句碑がある。境内の桜は大阪大空襲で全焼したが、戦後、若木が植えられ、桜の名所として復活した。
桜ギャラリー

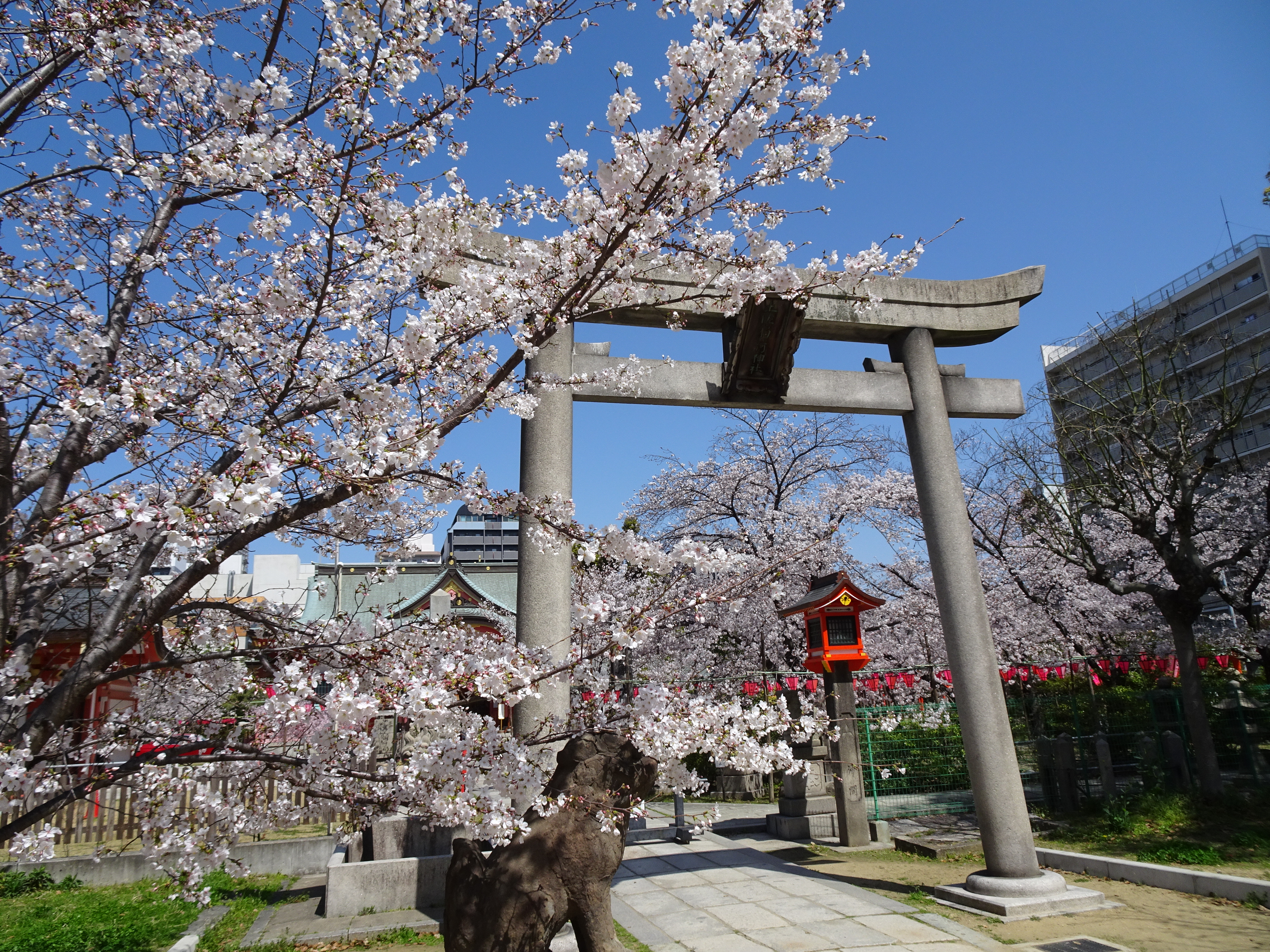
鳥居と桜。
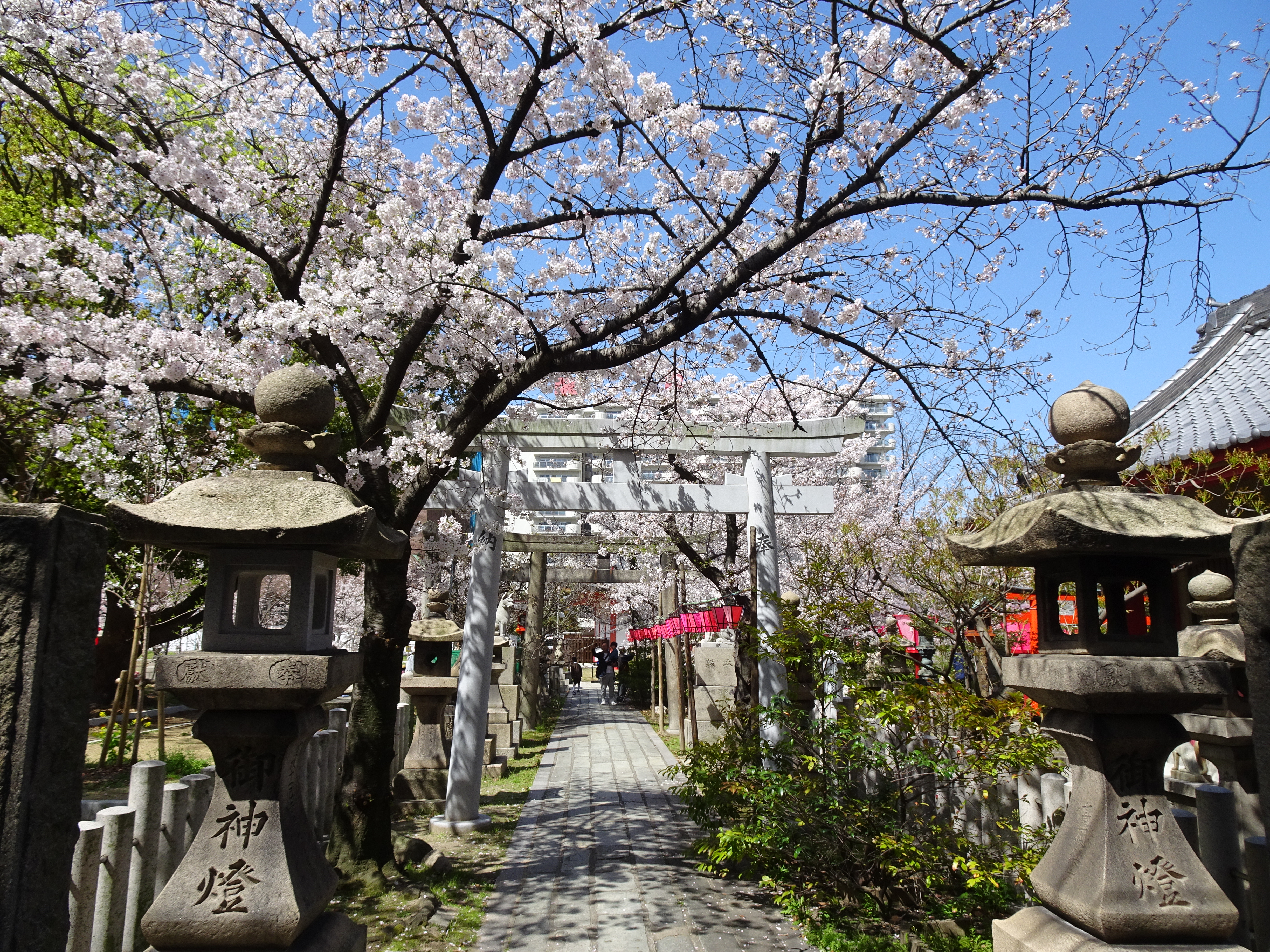
石宮神社脇の参道の桜。
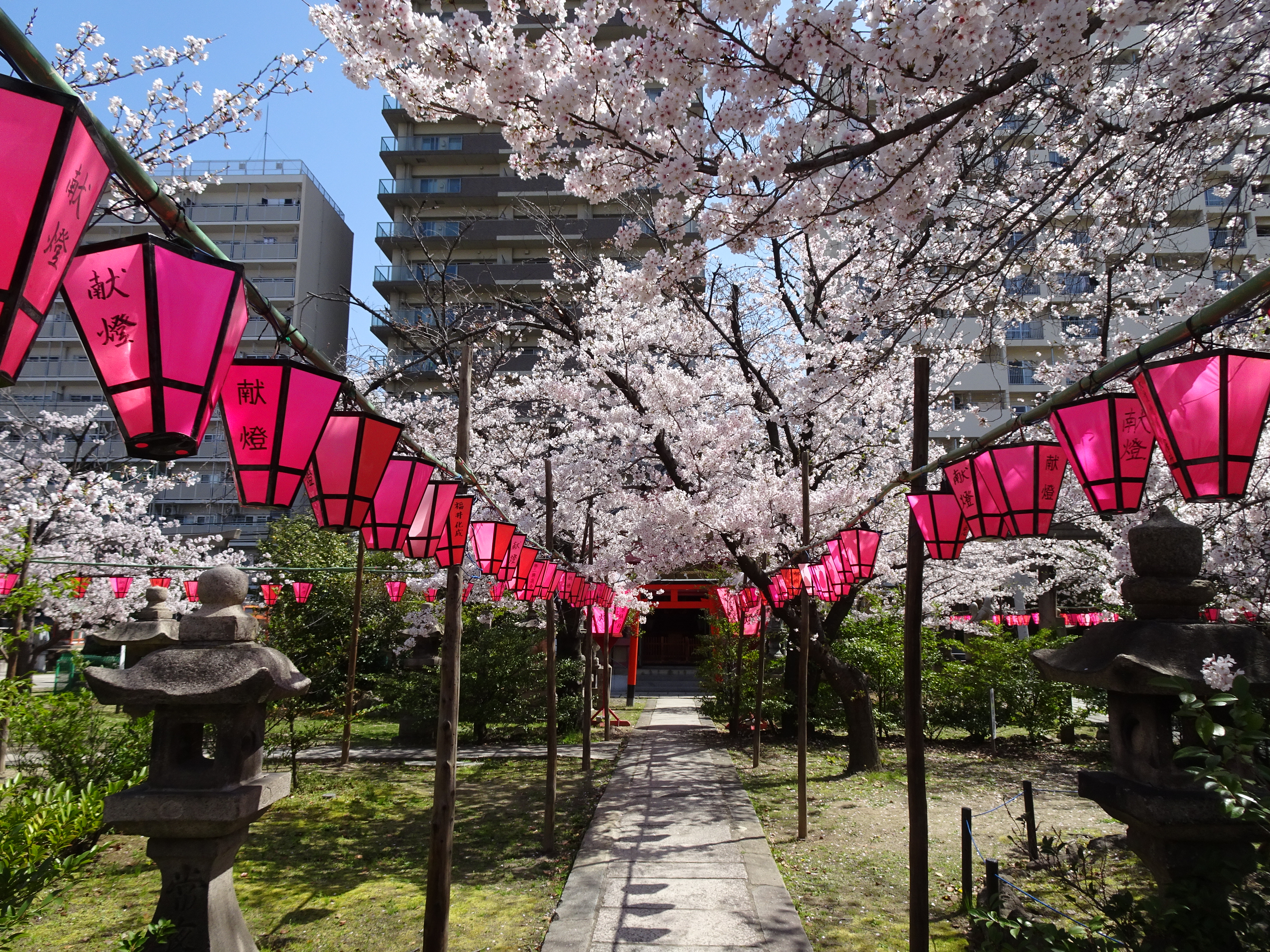
石宮神社前の参道の桜。
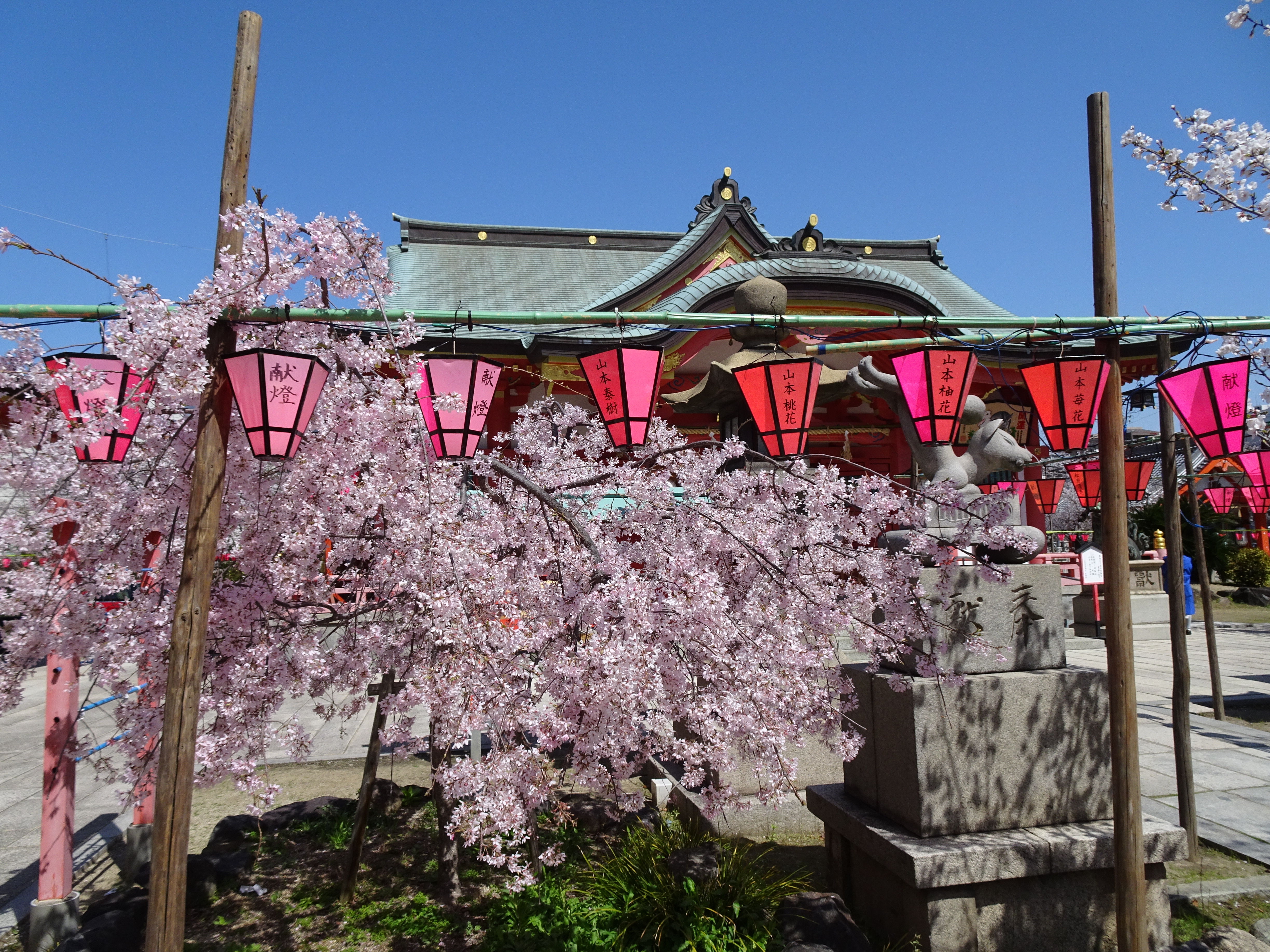
社務所前の桜。奥は拝殿。
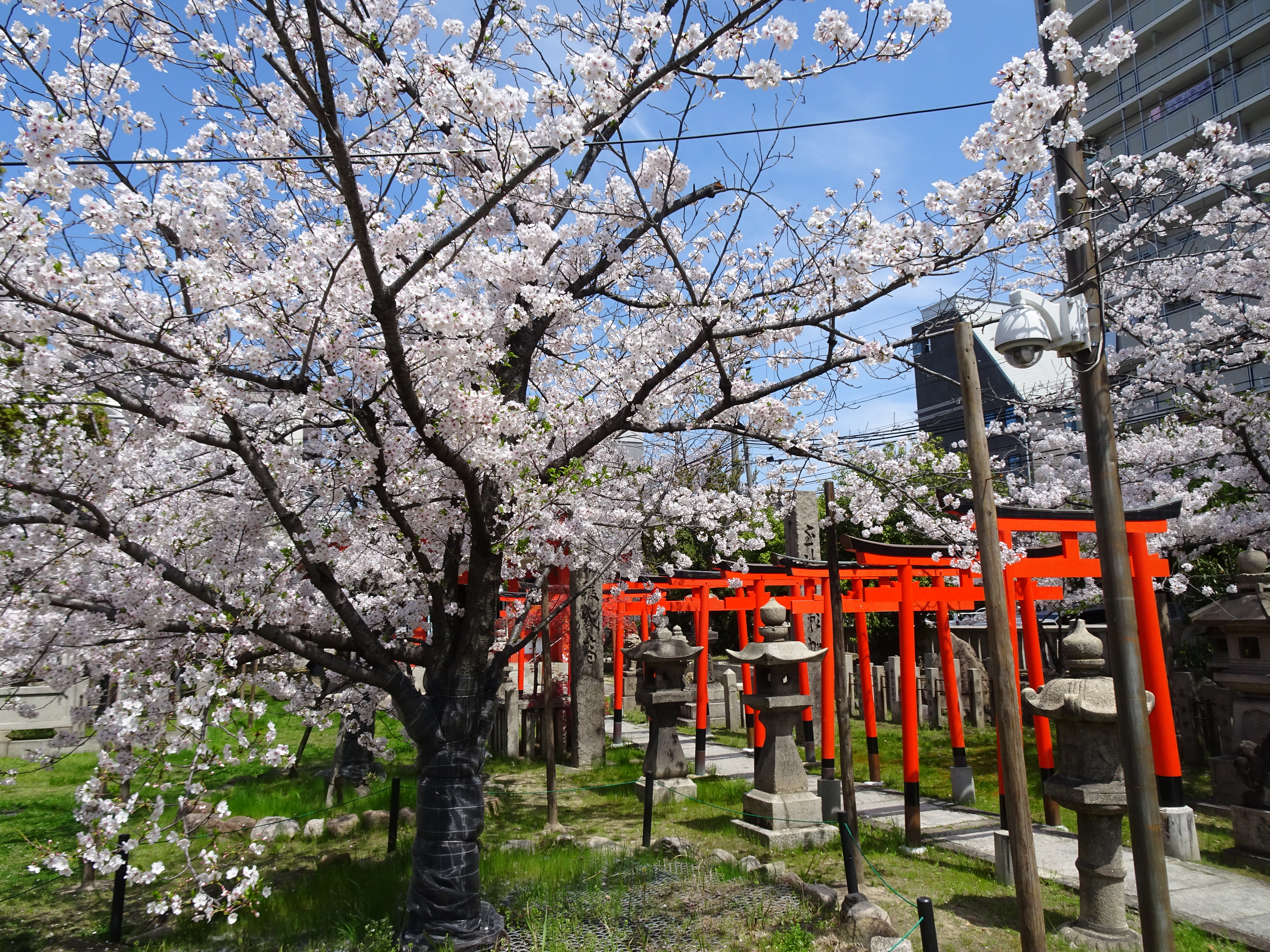
若宮神社前の鳥居と桜。
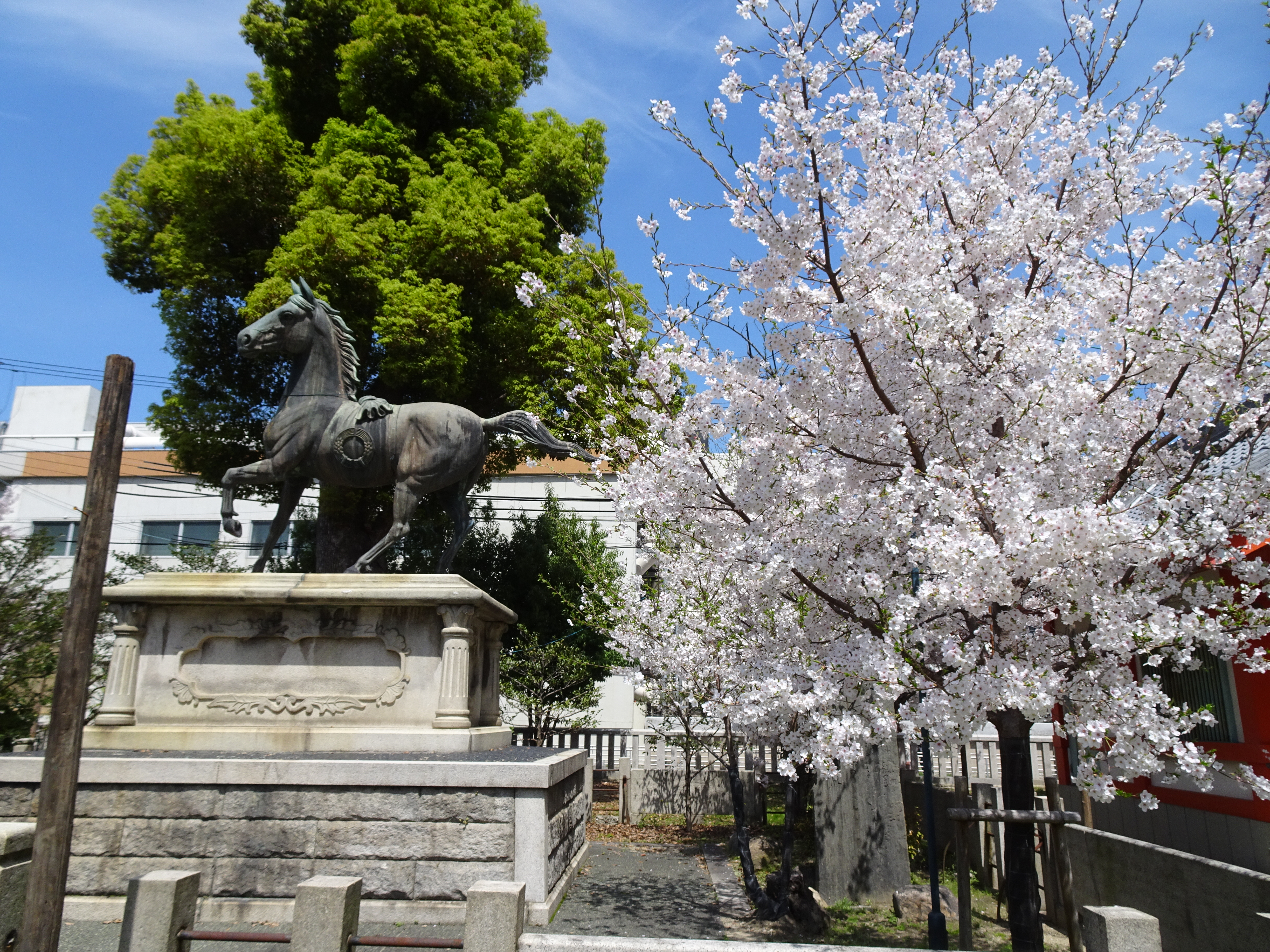
神馬像と桜。

## 現地情報
所在地
- 〒550-0014 大阪府大阪市西区北堀江4丁目9番7号

交通アクセス
- 最寄駅：地下鉄千日前線「西長堀駅」下車後、西へ徒歩約2分